# Marnay (Saône-et-Loire)
Marnay ist eine französische Gemeinde mit 534 Einwohnern (Stand: 1. Januar 2022) im Département Saône-et-Loire in der Region Bourgogne-Franche-Comté. Sie gehört zum Arrondissement Chalon-sur-Saône und zum Kanton Saint-Rémy. Die Bewohner werden Marningaux genannt.

## Geografie
Marnay liegt etwa 10,5 Kilometer südöstlich von Chalon-sur-Saônean der Grosne, der hier in die Saône mündet. Umgeben wird Marnay von den Nachbargemeinden Ouroux-sur-Saône im Norden und Osten, Saint-Germain-du-Plain im Osten und Südosten, Gigny-sur-Saône im Süden, Saint-Cyr im Westen und Südwesten sowie Varennes-le-Grand im Westen und Nordwesten.

## Bevölkerungsentwicklung
| Jahr                       | 1962 | 1968 | 1975 | 1982 | 1990 | 1999 | 2006 | 2013 | 2020 |
| Einwohner                  | 420  | 397  | 379  | 426  | 471  | 447  | 461  | 521  | 527  |
| Quellen: Cassini und INSEE |      |      |      |      |      |      |      |      |      |

## Sehenswürdigkeiten
- Kirche Saint Jean-Baptiste